# Burgruine Scheidegg
Die Scheidegg, auch Scheideck oder (von Christian Wurstisen) Heideck genannt, ist die Ruine einer Höhenburg 400 Meter südwestlich des Ortes Tecknau im Schweizer Kanton Basel-Landschaft. Sie liegt auf dem Boden der Gemeinde Gelterkinden und steht als B-Objekt unter kantonalem Denkmalschutz auf der Liste der Kulturgüter in Gelterkinden.

## Lage
Die Ruine liegt südwestlich des Dorfes Tecknau und nördlich des Dorfes Rünenberg bei 560 m ü. M. auf einer Felsrippe auf dem Gemeindegebiet von Gelterkinden. Vom Bahnhof Tecknau aus ist die Ruine auf dem Wanderweg nach kurzem Spaziergang zu erreichen. Der Standort der Burg ‚scheidet‘ die Gemeinden Gelterkinden, Rünenberg und Tecknau und führte zum aktuellen Namen der Burg.

## Anlage
Auf Grund der Lage auf der Felsrippe wies die Scheidegg einen länglichen, rechteckigen Grundriss auf und war an der Nordost- und der Südwestseite durch Felswände und steiles Gelände natürlich geschützt. Durch tiefe Halsgräben als Annäherungshindernisse wurde auch der Schutz der Nordwest- und Südostseiten künstlich verbessert: Gleichzeitig wurden die Halsgräben auch zur Beschaffung von Baumaterial genutzt, im nördlichen Halsgraben sind davon noch steinbruchartige Spuren zu erkennen.
Auf Grund der Grabungsergebnisse und Bodenfunde lässt sich sagen, dass die Anlage in zwei Bauphasen errichtet wurde:
- zwischen 1220 und 1230 der südöstliche Teil mit dem Wohnturm, noch ohne Unterteilung in zwei Räume (die heute sichtbare Trennmauer im Wohnturm stammt aus der zweiten Bauphase). Aussergewöhnlich ist dabei für diese Region die Gestaltung der Mauerecken mit Eckrisaliten.
- eine Generation später (nach 1250), der nordwestliche Bering mit Hof und Filterzisterne, sowie einem zusätzlichen Gebäude mit ebenerdigen Pferdestallungen und darüberliegenden Wohnräumen. Gleichzeitig wurde in den Wohnturm die Trennmauer eingezogen.

Die Anlage ist eine Neugründung, von einem Vorgängerbau sind keinerlei Spuren vorhanden. Auch sind keinerlei römische oder prähistorische Fundstücke entdeckt worden.

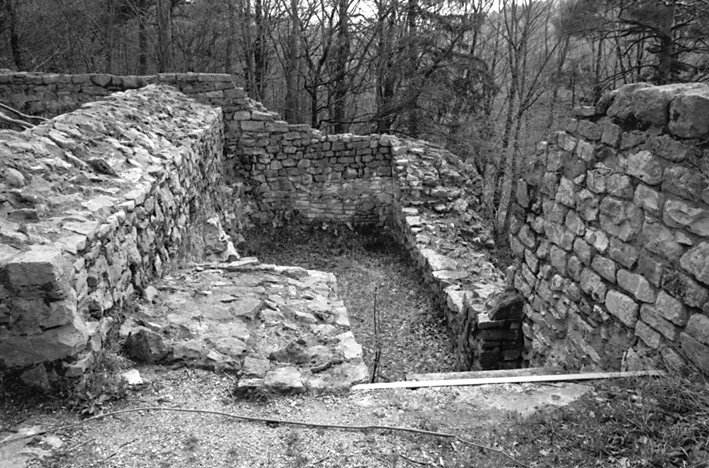
Burg Scheidegg, älterer Teil (2001)

Im Wohnturm waren drei Fenster (doppelspitzbogig) und ein Torbogen in der nördlichen und westlichen Seite als Gewände in rotem Buntsandstein ausgeführt. Dies deutet darauf hin, dass der Erbauer sich eines gewissen Wohlstandes erfreuen konnte.
Auf einen bescheidenen Wohlstand hin weisen auch die Reitsporen, Reste eines Kettenhemdes, Armbrustspitzen (Jagd), ein Aquamanile, Ofenkacheln sowie die Skelette von sieben Pferden, die beim Brand umkamen. Diese Pferdeskelette weisen hierbei Widerristhöhen zwischen 119 cm und 145 cm auf, was einen Rückschluss auf die – im Vergleich zu heute – geringe Grösse der damaligen Pferde erlaubt.
Die Filterzisterne wurde teilweise in den Fels eingehauen (Südostecke) aber grossenteils mit Mauern aufgeführt (vor allem Nord- und Westmauer). Die Innenseiten wurden mit einer Lehmpackung abgedichtet und etwa in der Mitte liegt noch heute der Schöpfschacht mit knapp einem Meter lichter Weite. Zwischen Lehmdichtung und Schöpfschacht wurde mit groben Steinen aufgefüllt, so dass genug Raum für das Wasser zwischen den Steinen blieb. Die Dächer der Gebäude im neueren, nordwestlichen Teil waren aller Wahrscheinlichkeit nach als Pultdächer ausgeführt und neigten sich der Filterzisterne zu, um diese mit Meteorwasser zu speisen.
Zur Beheizung war neben den offenen Feuerstellen und Rauchabzügen jeweils ein Kachelofen in Betrieb, zuerst im Wohnturm und danach – nach dessen Aufgabe – im nördlichen Trakt.

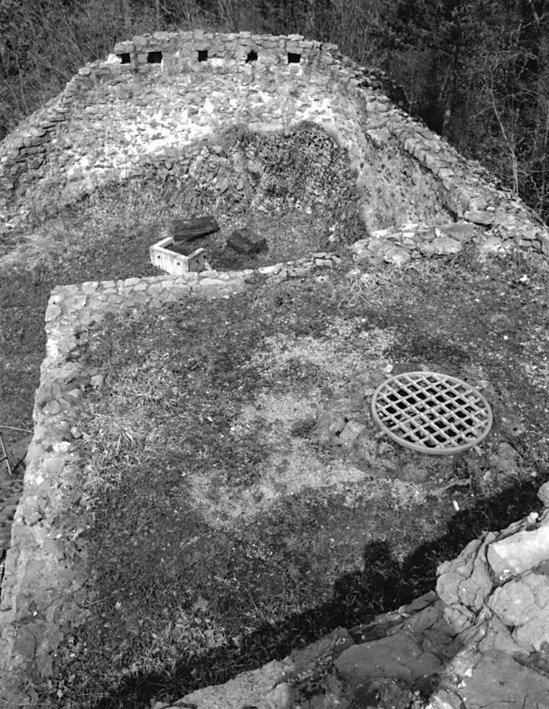
Burg Scheidegg, jüngerer Teil (2001)

Der Zugang zur Burg erfolgte, wie heute auch noch, etwa in der Mitte der Südwestseite und war mit einem kleinen Turm geschützt.

## Geschichte
Die Quellenlage für diese alte Ruine ist sehr dürftig. Es ist nicht einmal sicher, ob der heutige Name Scheideck dem ursprünglichen Namen entspricht. Der Lebenszyklus der Anlage lag noch in einer Zeit, als schriftliche Dokumente nur minimal und praktisch nur im klösterlichen Bereich erstellt wurden.
Die Motivation zum Aufbau der Burg ist unbekannt, kann aber nicht in der so oft zitierten „Beherrschung“ einer wichtigen Strasse oder eines Passes liegen, da eine solche Situation hier nicht vorlag. Viel eher ist eine siedlungspolitische Motivation anzunehmen, denn das hintere Ergolztal mit seinen Nebentälern ist nachgewiesenermassen am Anfang des 2. Jahrtausends gut bevölkert. Dies eine gute Ausgangslage auch für kleineren, lokalen Adel, um einen eigenen Machtbereich aufbauen zu können.
Gegründet wurde die Burg von den Herren von Gelterkinden auf selbst gerodetem Land: Im damaligen Lehnswesen konnten sich Adlige Eigentum aufbauen, das sie von den aktuellen Landesherren unabhängig bewirtschaften konnten, indem sie das Land selbst rodeten. Die Funde zeigen, dass die Bewohner wirtschaftlich praktisch autark waren und nicht von den Abgaben von Bauern der Umgebung lebten. Diese Autarkie erstreckte sich sogar in den handwerklichen Bereich der Metall- und Holzbearbeitung.
Der Niedergang setzte um 1300 ein, die Nutzung des Wohnturmes wurde da bereits reduziert. Die Burg wurde dann um 1320, nach einem heftigen Brand (was damals wegen der offenen Feuerstellen und der vielen Holzkonstruktionen immer wieder vorkam) aufgegeben. Es scheint aufgrund der vorgefundenen Reste, dass zu dem Zeitpunkt der Wohnturm bereits nicht mehr intensiv bewohnt wurde und sich das Leben bereits in den neueren nordwestlichen Teil verlagert hatte. Das Burgensterben war in dieser Region zu dem Zeitpunkt bereits in vollem Gange – das (macht-)politische Leben verschob sich in die Städte –, und so wurde die Burg nicht mehr aufgebaut.
Mitte des 14. Jahrhunderts wurde die schon zerfallene Anlage in die Thiersteinische Herrschaft Farnsburg integriert und wurde dann in deren Urbar 1372 zum ersten Mal erwähnt.
Die Burg diente, wie so viele, auch als Steinbruch. Als glücklicher Umstand kann betrachtet werden, dass der rote Buntsandstein als wertlos erachtet wurde und damit die Gewändestücke von Fenstern und Tor wohl ausgebrochen wurden, aber liegen blieben.
Ausgrabungs- und Restaurierungsarbeiten der Ruine wurden von 1970 bis 1974 (Jürg Ewald, Jürg Tauber) durchgeführt. Die Funde sind im Depot der Archäologie Baselland in Liestal aufbewahrt.